# Herohalli
Herohalli é uma vila no distrito de Bangalore, no estado indiano de Karnataka.

## Demografia
Segundo o censo de 2001, Herohalli tinha uma população de 18 066 habitantes. Os indivíduos do sexo masculino constituem 53% da população e os do sexo feminino 47%. Herohalli tem uma taxa de literacia de 72%, superior à média nacional de 59,5%: a literacia no sexo masculino é de 78% e no sexo feminino é de 65%. Em Herohalli, 13% da população está abaixo dos 6 anos de idade.